# Warren Tufts
Warren Tufts (* 12. Dezember 1925 in Fresno, Kalifornien; † 6. Juli 1982 (nach anderen Angaben: 7. Juni 1982) in Placerville, Kalifornien) war ein US-amerikanischer Cartoonist, Comiczeichner und -autor.

## Leben
Tufts arbeitete schon als Zwölfjähriger für einen lokalen Radiosender, bevor er sich dem Comicschaffen zuwandte. Während des Zweiten Weltkriegs zeichnete er ab 1943 Comics für Zeitungen der Navy. Nach dem Krieg arbeitete er bis 1948 an Radioproduktionen. Im Jahr 1949 startete Tufts den Western-Comic Casey Ruggles, den er, zeitweise assistiert von Alex Toth, bis 1954 zeichnete und der vom United Feature Syndicate vertrieben wurde. Casey Ruggles folgte The Lone Spaceman, der in den Jahren 1954 und 1955 für insgesamt sechs Monate erschien. Ab 1955 zeichnete Tufts Lance, der zwar bis in das Jahr 1960 gehalten wurde, aber zwischendurch gekürzt wurde. Ab den 1960er Jahren war er zunehmend freischaffend tätig und arbeitete für Radio und Fernsehen. Tufts starb durch einen Unfall mit einem von ihm selbst konstruierten Flugzeug.
Andreas C. Knigge zählt Tufts neben Hal Foster, Alex Raymond, Milton Caniff und Burne Hogarth „zu den großen Meistern der amerikanischen Abenteuercomics“.
Auf Deutsch sind von Tufts etliche Zorro-Abenteuer sowie eine Lance-Gesamtausgabe erschienen.